# Жигу, Эжен
Эжен Жигу (фр. Eugène Gigout; 23 марта 1844, Нанси — 9 декабря 1925, Париж) — французский композитор и органист.

## Биография

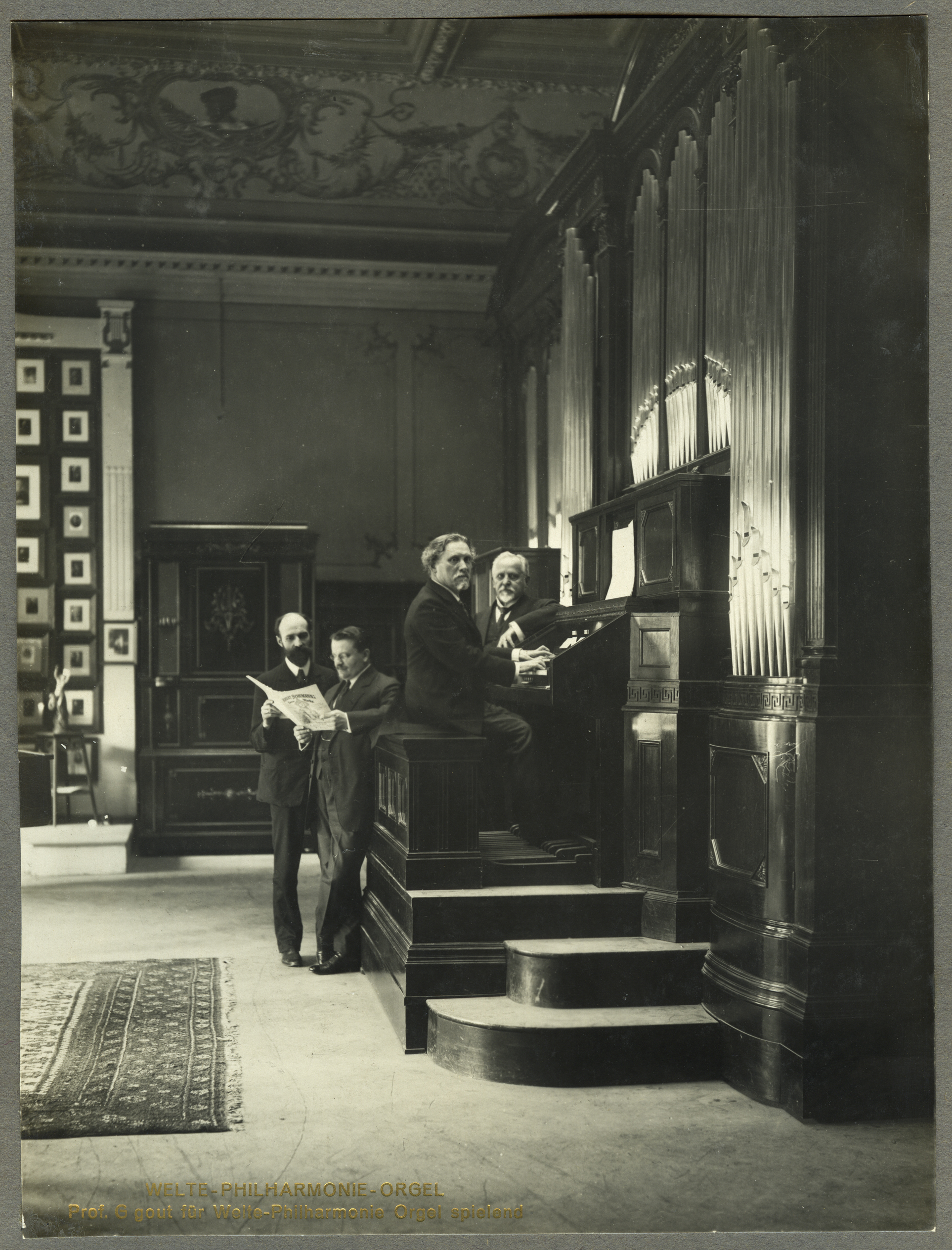
Эжен Жигу за органом. 1912 г.

Учился в парижской Школе Нидермейера, где его преподавателем был Камиль Сен-Санс. На протяжении 62 лет (с 1863 года) был органистом церкви Святого Августина в Париже.

## Произведения
Эжен Жигу писал исключительно музыку для органа, как религиозного, так и светского характера. Его творческое наследие весьма велико: только для церковной службы Жигу создал более 600 пьес. В числе его произведений — «100 пьес в древних церковных ладах», «Album Grégorien» (300 пьес) и др.